# Венді Вайнберґ
Венді Вайнберґ (англ. Wendy Weinberg, 27 червня 1958) — американська плавчиня.
Призерка Олімпійських Ігор 1976 року.
Переможниця Панамериканських ігор 1975 року.
Призерка літньої Універсіади 1977 року.